# Хигинспот (Охајо)
Хигинспот (енгл. Higginsport) град је у америчкој савезној држави Охајо.

## Демографија
По попису из 2010. године број становника је 251, што је 40 (-13,7%) становника мање него 2000. године.
| Група             | 2000.       | 2010.       |
| Белци             | 289 (99,3%) | 242 (96,4%) |
| Афроамериканци    | 0 (0,0%)    | 0 (0,0%)    |
| Азијати           | 0 (0,0%)    | 0 (0,0%)    |
| Хиспаноамериканци | 1 (0,3%)    | 3 (1,2%)    |
| Укупно            | 291         | 251         |